# Quatraro Mysteriet
Quatraro Mysteriet er en undersøgende, journalistisk dokumentar, som blev sendt på tv-kanalen DR2 i 8 episoder. Mikael Bertelsen og Mads Brügger forsøger at opklare om Antonio Quatraro – tidligere embedsmand i Europa-Kommissionen – begik selvmord eller blev skubbet ud af et vindue fra sjette sal i landbrugsdirektoratets kontorbygning på Rue de la Loi 130 i Bruxelles, den 30. marts 1993. På det tidspunkt havde Quatraro været suspenderet som chef for tobaksenheden siden sommeren 1990, hvor han kom under mistanke for mulig svindel og korruption. 
Udsendelserne har interviews med flere nuværende og tidligere medlemmer af Europa-Parlamentet, herunder Freddy Blak, Britta Thomsen og Eric Meijer. Derudover medvirker en lang række uafhængige eksperter og nærmere personer, som familie og kollegaer til den afdøde, samt læger og politipersonale tilknyttet sagen. Seriens sidste afsnit blev sendt den 21. juni 2009, og den har overvejende fået en god modtagelse i de danske medier.